# نوع معتمد على الحفظ
نوع معتمد على الحفظ (بالإنجليزية: conservation-dependent species)‏ هو النوع المصنف تحت حالة حفظ «معتمد على الحفظ» (بالإنجليزية: Conservation Dependent)‏ والتي تختصر إلى غع/مح (بالإنجليزية: LR/cd)‏ عبر الاتحاد الدولي لحفظ الطبيعة (IUCN)؛ وذلك يعني أنها تعتمد على جهود الحفظ لمنعها من أن تصبح مهددة بالانقراض.

## حيوانات معتمدة على الحفظ
اعتبارًا من ديسمبر 2015، لا يزال الاتحاد الدولي لحفظ الطبيعة يسرد 29 نوعًا من الحيوانات المعتمدة على الحفظ، ومجموعتين فرعيتين أو مخزونات تعتمدان على الحفظ.